# Phagicola longa
Phagicola longa är en plattmaskart som beskrevs av Johannes Faust 1920. Phagicola longa ingår i släktet Phagicola och familjen Heterophyidae. Inga underarter finns listade i Catalogue of Life.